# Nanda Costa
Fernanda Costa Campos Cotote (Paraty, 24 de septiembre de 1986), más conocida por su nombre artístico Nanda Costa, es una actriz brasileña. Es conocida por ser la protagonista de la telenovela brasileña La guerrera. 

## Primeros años

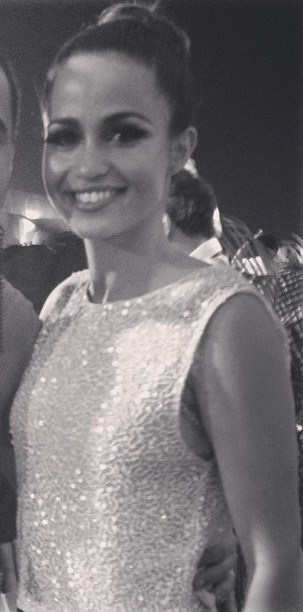
Nanda en 2013.

Tiene ascendencia libanesa por su abuela materna. Se fue a vivir a São Paulo con su tía a los 14 años para estudiar y trabajar. Después de un año en la ciudad, su tía murió repentinamente de una enfermedad. Nanda entonces tenía solo dos opciones: volver a Paraty o quedarse en São Paulo. Enfrentar sola las dificultades de vivir en la ciudad más grande del país fue lo que eligió. Estuvo viviendo en un internado con el permiso de su madre y se quedó ahí hasta que fue adulta. Al salir de allí estaba preparada para vivir sola. Trabajó como actriz en teatro, por lo que fue capaz de pagar el alquiler y vivir moderadamente bien. Unos años más tarde se trasladó a la ciudad de Río de Janeiro, donde aún vive.

## Filmografía
| Año       | Película                    | Papel                         | Notas                 |
| 2006      | Cobras & Lagartos           | Maria Madalena 'Madá' Padilha | Villana               |
| 2009      | Sonhos Roubados             | Jessica                       | Protagonista          |
| 2009      | Um Homem Qualquer           | Lia                           | Protagonista          |
| 2009-2010 | Vivir la vida               | Soraia Vilela                 | Villana               |
| 2011      | Amor em Quatro Atos         |                               |                       |
| 2011      | Cuento encantado            | Lillian "Lilica" Desireé      | Coprotagonista        |
| 2011      | A Febre do Rato             | Eneida                        | Menor                 |
| 2012      | Gonzaga: De Pai pra Filho   | Odaléia                       | Coprotagonista        |
| 2012-2013 | La guerrera                 | Morena Ribeiro                | Protagonista          |
| 2014      | O Caçador                   | Marinalva                     |                       |
| 2014      | Imperio                     | Tuane dos Santos              | Participación estelar |
| 2015      | Malhação                    | Josefina Carrara              |                       |
| 2015      | Romance Policial - Espinosa | Camila (Celeste Lamosa)       |                       |
| 2017      | Pega Pega                   | Sandra Helena dos Passos Reis | Protagonista          |
| 2018      | Entre Irmãs                 | Luzia dos Santos (Vitrola)    |                       |
| 2018      | Natureza Morta              | Andressa                      |                       |
| 2018      | Segundo Sol                 | Maura                         |                       |

## Premios y nominaciones
- 2010 - River Festival - Best Actress for stolen dreams.
- 2010 - Brazilian Film Festival of Paris - best actress for stolen dreams.
- 2010 - Brazilian Film Festival of Miami - Best Actress for stolen dreams.
- 2010 - Festival of Biarritz - best actress for stolen dreams.
- 2011 - Paulinia Film Festival - Best Actress for fever mouse.
- 2012 - nominated Guarani Brazilian Cinema Award - best actress for fever mouse.
- 2013 - nominated Grand Prix of Brazilian Cinema - best actress for fever mouse.
- 2013 - nominated for Contigo Award ! TV - best actress for La Guerreira
- 2013 - nominated for Extra Award for Television - best actress for La Guerreira
- 2013 - nominated for UOL awards - best actress for La Guerreira.
- 2013 - nominated Award Quem de Televisão - best actress for La Guerreira.
- 2013 - nominated Troféu Internet award - best actress for La Guerreira.